# Johannes (magister militum, † 441)
Johannes (eingedeutschte Version von Ioannes; gestorben 441 n. Chr.) war ein spätantiker römischer Heermeister (magister militum).
Wegen der lückenhaften Quellenlage ist über ihn wenig bekannt. Johannes war Vandale und der Vater des Flavius Iordanes, der im Jahr 470 Konsul wurde. Als magister militum per Thracias hatte er eines der höchsten Militärämter des Oströmischen Reiches unter Theodosius II. inne; er amtierte in Thrakien. Ab wann er magister militum per Thracias war, ist jedoch nicht bekannt; Alexander Demandt nimmt an, dass er erst nach 435 amtiert haben kann. Im Jahr 441 wurde er in Thrakien von dem Offizier Arnegisclus ermordet oder beseitigt.
Die Hintergründe für die Ermordung des Johannes sind unklar. Manche Forscher vermuten einen Zusammenhang mit seiner vandalischen Herkunft und dem 441 unternommenen Feldzug der Römer aus Konstantinopel gegen die Vandalen unter Geiserich. Diese hatten kurz zuvor Karthago eingenommen und in der römischen Provinz Africa ein eigenes Reich errichtet, aus dem sie wieder vertrieben werden sollten. Falls die Beseitigung des Johannes in diesem Zusammenhang steht, hätte es sich um eine vom römischen Hof in Auftrag gegebene Aktion gehandelt. Genauso gut kann aber auch ein Zusammenhang mit dem Einfall der Hunnen unter Atilla in Thrakien im Jahr 441 bestehen. Andere Forscher vermuten einen Zusammenhang mit der Machtübernahme des Kämmerereunuchen Chrysaphios am Hof Theodosius’ II., die vermutlich ebenfalls ins Jahr 441 fällt. Chrysaphios hätte dann Johannes als einen wichtigen Konkurrenten um die Macht im Oströmischen Reich beseitigt. Arnegisclus jedenfalls machte weiter im Heer Karriere und stieg selbst (vielleicht schon direkt im Anschluss) zum magister militum per Thracias auf.